# Proteus (logiciel)
Pour les articles homonymes, voir Proteus.

Proteus est un logiciel libre de messagerie instantanée pour Mac OS X, qui supporte les protocoles AIM, ICQ, MSN, Yahoo!, Yahoo! Japan, Jabber, et iChat Bonjour. Il utilise la bibliothèque libpurple, et est disponible sous la licence publique générale GNU depuis la version 4.2.1.
Proteus propose une intégration parfaite avec le Carnet d'adresses de Mac OS X. Il est actuellement dans sa version 4. 